# Saïd Larifou
Saïd Larifou (né en 1964) est un homme politique franco-comorien.

## Biographie
Il est né le 1er octobre 1964 à Diégo Suarez de Saïd Chaéhoi et de Koko Mlemingou.
Saïd Larifou est un avocat réunionnais inscrit au barreau de Saint-Pierre et Paris, pays dans lequel il se présentera aux élections présidentielles en 2002 de la Grande Comore.
Président du RIDJA[source insuffisante] (Rassemblement pour une Initiative de Développement avec la Jeunesse Avertie) et s'opposant au régime du colonel Azali Assoumani, il est fait prisonnier politique aux Comores le 22 septembre 2003 sous prétexte d’atteinte à la sécurité de l’État,.
Sous la pression de la France, de certaines personnalités politiques réunionnaises tels que Paul Verges, André Thien Ah Koon, Gélita Hoarau, Raymond Lauret, et de divers mouvements culturels et de soutien aux droits de l’homme, telles que la troupe Talipot et la Ligue des droits de l'homme, ainsi que des présidents africains notamment Abdoulaye Wade et Thabo Mbeki, il est autorisé à quitter le territoire comorien le 14 janvier 2004.
Le mardi 17 novembre 2009, leader de l’opposition comorienne, il est accusé d’outrage au Chef de l’État comorien et incitation à la haine et de ce fait à nouveau arrêté puis libéré.

## Scène politique réunionnaise
En 2010 dans le cadre des élections régionales du 14 et 21 mars les électeurs réunionnais le retrouvent au côté d’André Thien Ah Koon leader du Mouvement Divers Droite.

## Scène politique comorienne
Le 6 juin 2010, dans le cadre de son action politique en tant que leader de l'opposition, il est molesté par les forces de l'ordre comorienne alors qu'il allait prendre l'avion à l'aéroport Prince Saïd Ibrahim pour Mohéli. L'agression se voulant particulièrement violente il sera évacué, dans un état jugé grave, à l'hôpital El Maarouf de Moroni.
Cette agression survient dans un contexte politique tendu où le président Ahmed Abdallah Sambi remettrait en cause la présidence tournante de l'Union des Comores. 
À partir de cette date il est retenu par les autorités comoriennes et ne peut plus rejoindre le territoire français, et ce, malgré le soutien de plusieurs associations notamment la FIDH, la LDH, l’Union d'Afrique, l’Union des jeunes avocats[précision nécessaire] ou encore l’Association pour Aafifoudine,. Il l’est encore le 27 juillet 2010.
Le 20 août 2010 il arrive finalement à la Réunion.